# Proutiella latifascia
Proutiella latifascia là một loài bướm đêm thuộc họ Notodontidae. Nó được tìm thấy trên sườn đông ủa Andes Colombia và Ecuador.